# Ян Стрелау
Ян Стрелау (пол. Jan Strelau; 13 травня 1931, Ґданськ — 4 серпня 2020, Варшава) — польський психолог, найбільш відомий своїми дослідженнями темпераменту. Він був професором психології у Варшавському університеті з 1968 по 2001 рік, а з 2001 року — професором Варшавської школи соціальних і гуманітарних наук, де обіймав посади проректора з наукових досліджень та міжнародних зв'язків (2002-2010), проректора з наукової роботи (2010-2012) та голови Опікунської ради (2012-2016).

## Дослідницька діяльність
Протягом кількох десятиліть його дослідження були зосереджені на темпераменті та його функціональному значенні в адаптації людини, особливо в екстремальних умовах (стресах), а також як факторі, що впливає на розлади поведінки. Він переніс концепції Івана Павлова про властивості вищої нервової системи, такі як сила збудження, сила гальмування та рухливість нервових процесів, у психологічні конструкти (риси), які вимірюються з 1970-х років за допомогою опитувальника темпераменту Стреляу, а з 1999 року — за допомогою Павловського опитувальника темпераменту — винаходу Стреляу, Анґляйтнера та Ньюберрі. Обидва переліки були адаптовані до більш ніж десятка мовних версій.
Стрелау у співпраці з Алоїсом Анґляйтнером з Білефельдського університету був першим дослідником, який запровадив у Польщі генетичні дослідження поведінки, розширені протягом останнього десятиліття одним з його учнів, Влодзімєжем Онищенком, і Войцехом Драґаном, до молекулярної генетики, зосередженої на вивченні генетичного підґрунтя рис темпераменту, визначених за тестом RTT.
Стрелау був засновником і керівником кафедри психології індивідуальних відмінностей та Міждисциплінарного центру поведінково-генетичних досліджень у Варшавському університеті. Він був першим президентом Європейської асоціації психології особистості та президентом Міжнародного товариства з вивчення індивідуальних відмінностей, віцепрезидентом Міжнародного союзу психологічних наук.
Штрелау народився у вільному місті Данциґ, нині Ґданськ. Він був членом Польської академії наук, Академії Європи та іноземним членом Фінської академії наук. Здобув почесні ступені (доктор філософії) Ґданського, Познанського університетів та Державного університету гуманітарних наук у Москві. У 2000 році був нагороджений премією Фонду польської науки (вважається «польською Нобелівською премією»).
Помер у Варшаві у віці 89 років.

## Нагороди
- Командорський хрест ордена «Відродження Польщі» (2011)[9]